# 广宁公主 (西魏)
广宁公主元氏（543年—590年），为南北朝西魏文帝元宝炬的第三女。
传世文献没有记载广宁公主。据墓志，广宁公主嫁给了八柱国之一于谨的儿子于仪，于仪在西魏被封为相州平恩县公，官至直阁将军、散骑常侍，车骑大将军、仪同三司。北周建立，于仪改封安平郡公，广宁公主改封广宁夫人。隋朝开皇九年（589年），于仪在京师去世，年五十七岁。开皇十年（590年）广宁公主薨於私第，年四十八岁。